# A.S.D. Pierantonio Calcio 1965
Associazione Sportiva Dilettantistica Pierantonio Calcio 1965 hoặc đơn giản là Pierantonio là một câu lạc bộ bóng đá Ý, có trụ sở tại Pierantonio, một frazione của Umbertide, Umbria.

## Lịch sử
Câu lạc bộ được thành lập vào năm 1965.

### Serie D
Trong mùa 2010-11, lần đầu tiên nó được thăng hạng từ Eccellenza Umbria đến Serie D.

## Màu sắc và huy hiệu
Màu sắc của đội là trắng và xanh.